# Pomezský rybník
Pomezský rybník je rybník o rozloze vodní plochy 5,4 ha vybudovaný ve středověku jako součást obrany města Polička skládající se ze soustavy čtyř rybníků vzniklých na Bílém potoce. Tato soustava rybníků zanikla během 19. století a samotný Pomezský rybník byl obnoven v 50. letech 20. století. Rybník se nalézá pod silnicí II. třídy č. 363 vedoucí z Poličky do Březové nad Svitavou.
Rybník je využíván pro chov ryb.

## Galerie

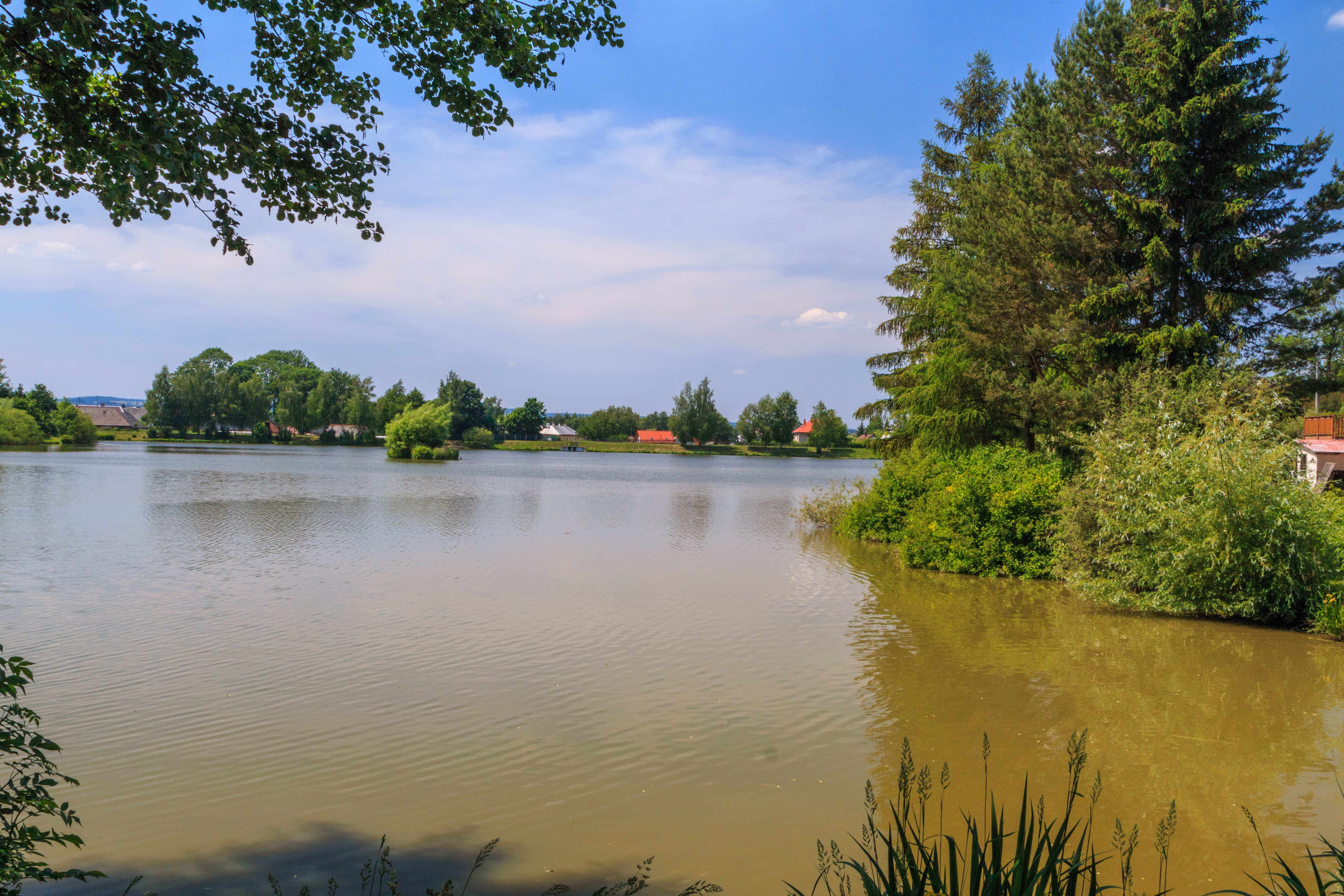
pohled na Pomezský rybník
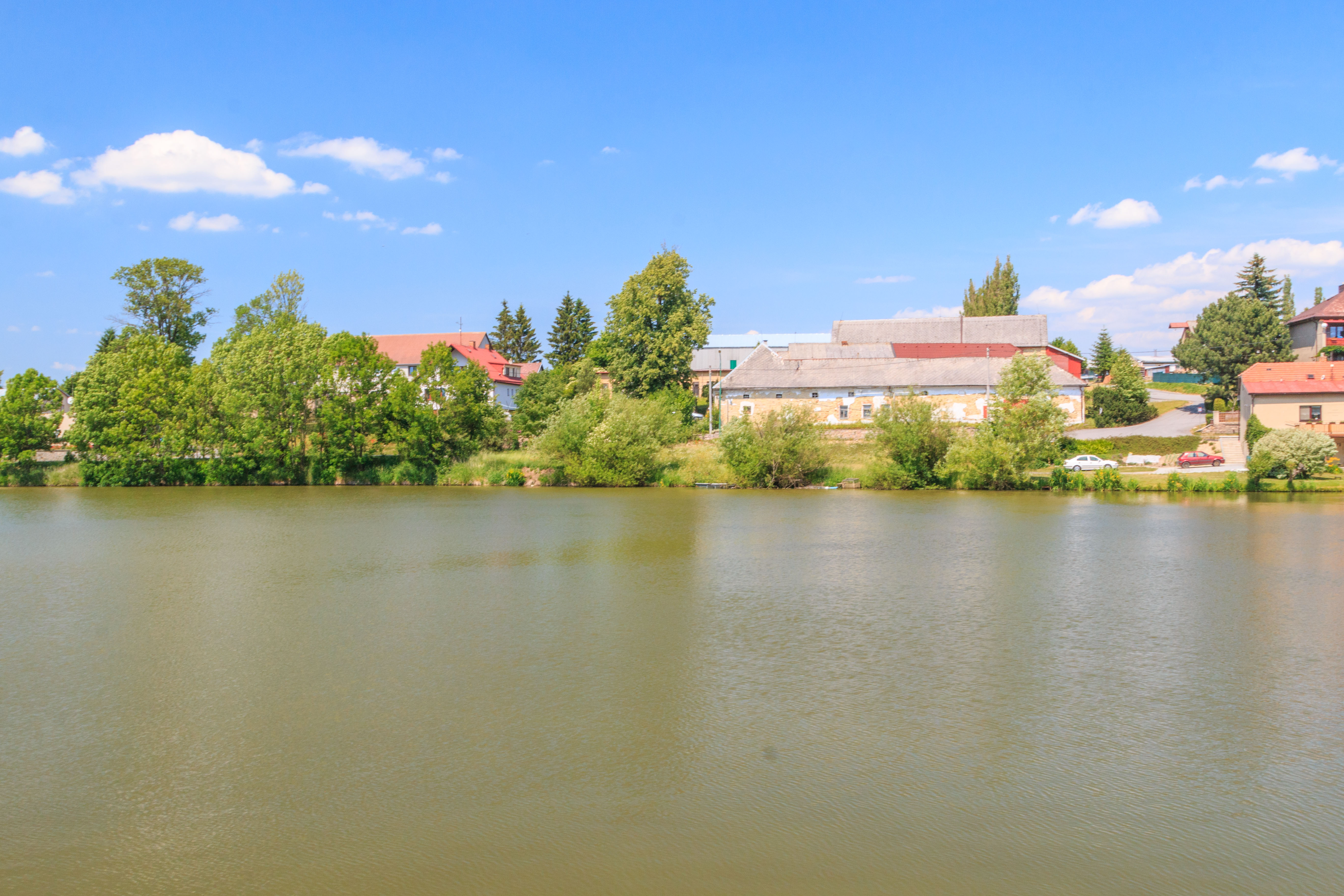
pohled na Pomezský rybník
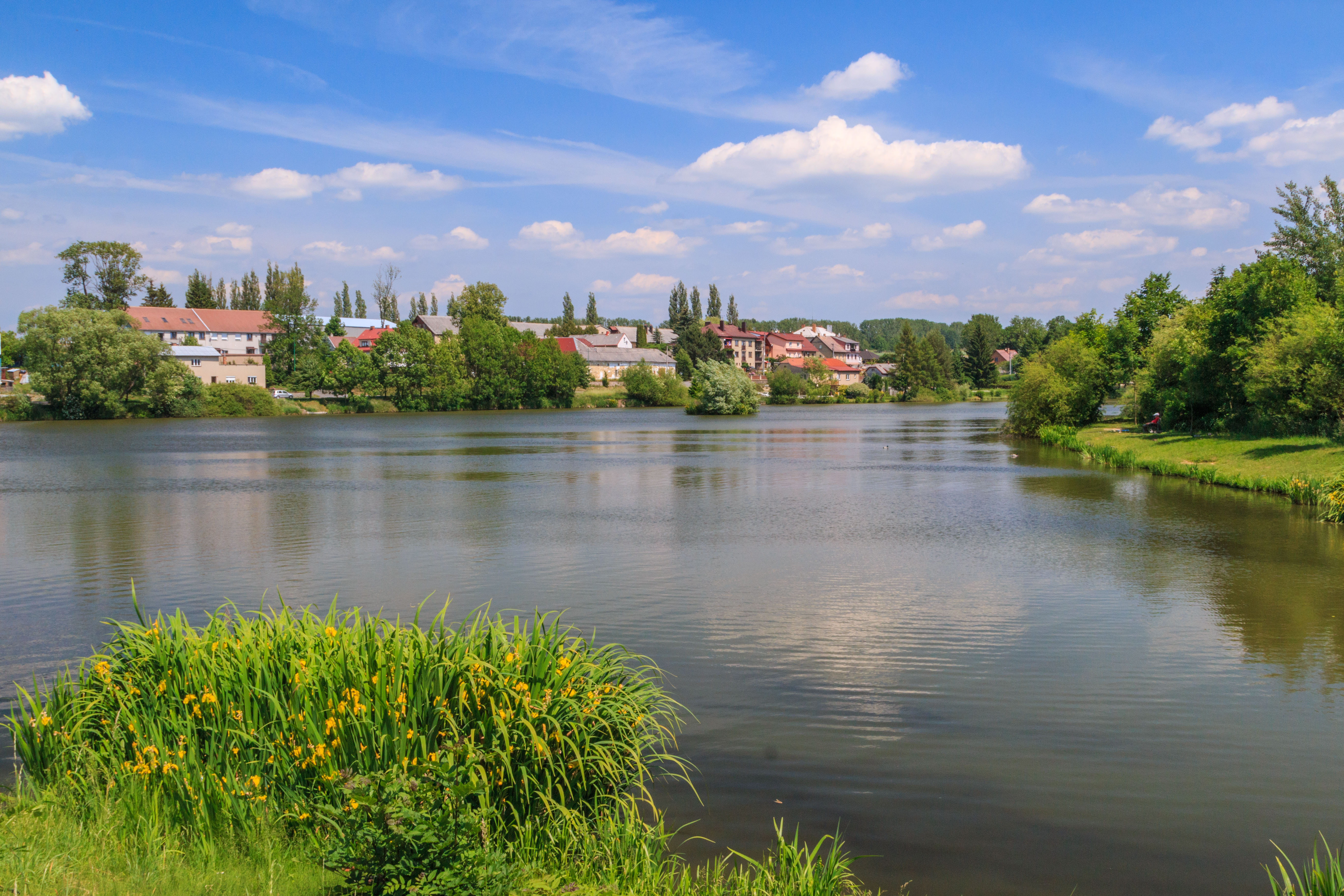
pohled na Pomezský rybník
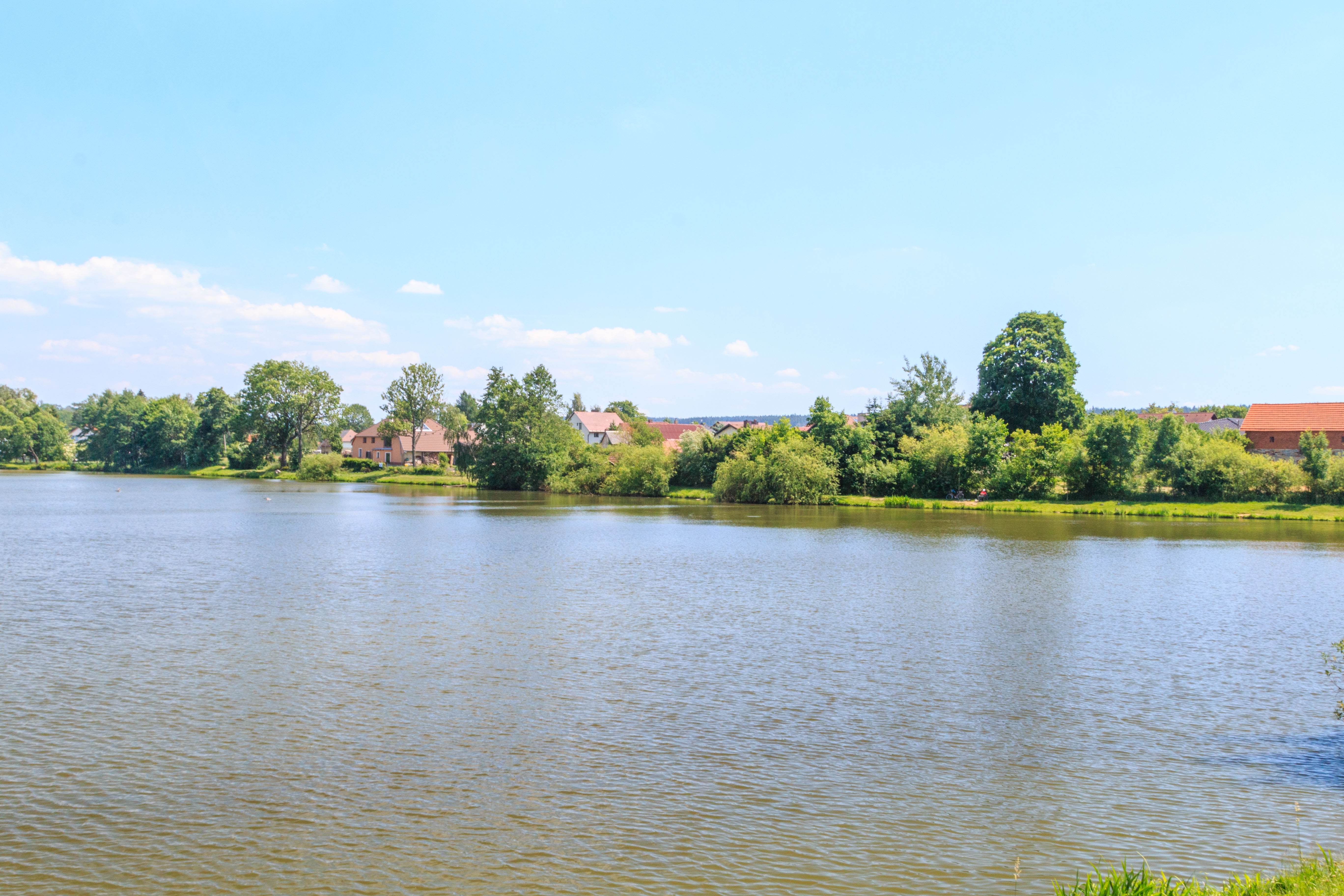
pohled na Pomezský rybník